# Emmanuel Renaut
Emmanuel Renaut (* 26. Januar 1968 in Soisy-sous-Montmorency) ist ein französischer Koch. 2012 erhielt er den „dritten Stern“ des Guide Michelin.
Nach seiner Ausbildung in Paris arbeitete er für das Restaurant Les Ambassadeurs des Pariser Luxushotel Hôtel de Crillon bei Christian Constant, danach für die Auberge d’Eridan in Annecy bei Marc Veyrat. Die Zusatzausbildung als Pâtissier machte er bei Yves Thuriès. In London war er danach Küchenchef des Hotels Claridge's. 2002 eröffnete er sein eigenes Restaurant in Megève in den Savoyer Alpen. Er betreibt dort auch ein Hotel und eine Kochschule.
2001 erhielt er im Alter von 33 Jahren seinen ersten, 2006 seinen zweiten Stern. 2004 gewann er den Preis Meilleur Ouvrier de France.